# Дубмасловка
Дубмасловка (укр. Дубмаслівка) — село на Украине, находится в Немировском районе Винницкой области.
Код КОАТУУ — 0523080203. Численность населения на 2010 год — 144 человека. Почтовый индекс — 22814. Телефонный код — 4331.
Занимает площадь 1,871 км².

## Адрес местного совета
22814, Винницкая область, Немировский р-н, с. Байраковка